# Hydroeciodes
Hydroeciodes är ett släkte av fjärilar. Hydroeciodes ingår i familjen nattflyn.

## Dottertaxa tillHydroeciodes, i alfabetisk ordning[1]
- Hydroeciodes alala
- Hydroeciodes alternata
- Hydroeciodes anastagia
- Hydroeciodes aspasta
- Hydroeciodes auripurpura
- Hydroeciodes azteca
- Hydroeciodes bravoae
- Hydroeciodes catadea
- Hydroeciodes cauta
- Hydroeciodes cetebu
- Hydroeciodes cirramela
- Hydroeciodes compressipuncta
- Hydroeciodes compulsa
- Hydroeciodes danastia
- Hydroeciodes exagitans
- Hydroeciodes felova
- Hydroeciodes flavostigma
- Hydroeciodes halfteri
- Hydroeciodes ignita
- Hydroeciodes impica
- Hydroeciodes jalapae
- Hydroeciodes juvenilis
- Hydroeciodes lepida
- Hydroeciodes leucogramma
- Hydroeciodes leucopis
- Hydroeciodes macgregori
- Hydroeciodes marcona
- Hydroeciodes mendicosa
- Hydroeciodes mormon
- Hydroeciodes muelleri
- Hydroeciodes multesima
- Hydroeciodes ochrimacula
- Hydroeciodes parafea
- Hydroeciodes parda
- Hydroeciodes pericopis
- Hydroeciodes pexa
- Hydroeciodes pexinella
- Hydroeciodes piacularis
- Hydroeciodes plugmona
- Hydroeciodes pothen
- Hydroeciodes pyrastis
- Hydroeciodes rectilinea
- Hydroeciodes repleta
- Hydroeciodes ritaria
- Hydroeciodes ruxis
- Hydroeciodes serrata
- Hydroeciodes tintebela
- Hydroeciodes trasversa
- Hydroeciodes xanthina
- Hydroeciodes zinda